# Ромбозрізаний ікосододекаедр
Ромбозрізаний ікосододекаедр або зрізаний ікосододекаедр — напівправильний многогранник (архімедове тіло) з 62 гранями, складений із 30 квадратів, 20 правильних шестикутників і 12 правильних десятикутників.
У кожній з його 120 однакових вершин сходяться одна квадратна грань, одна шестикутна та одна десятикутна. Тілесний кут при вершині дорівнює рівно {\displaystyle {\frac {3}{2}}\pi .}
Має 180 ребер рівної довжини. При 60 ребрах (між квадратною та шестикутною гранями) двогранні кути рівні {\displaystyle \arccos \left(-{\frac {{\sqrt {15}}+{\sqrt {3}}}{6}}\right)\approx 159{,}09^{\circ },} при 60 ребрах (між квадратною та десятикутною гранями) {\displaystyle \arccos \left(-{\sqrt {\frac {5+{\sqrt {5}}}{10}}}\right)\approx 148{,}28^{\circ },} при 60 ребрах (між шестикутною та десятикутною гранями) {\displaystyle \arccos \left(-{\sqrt {\frac {5+2{\sqrt {5}}}{15}}}\right)\approx 142{,}62^{\circ }.}

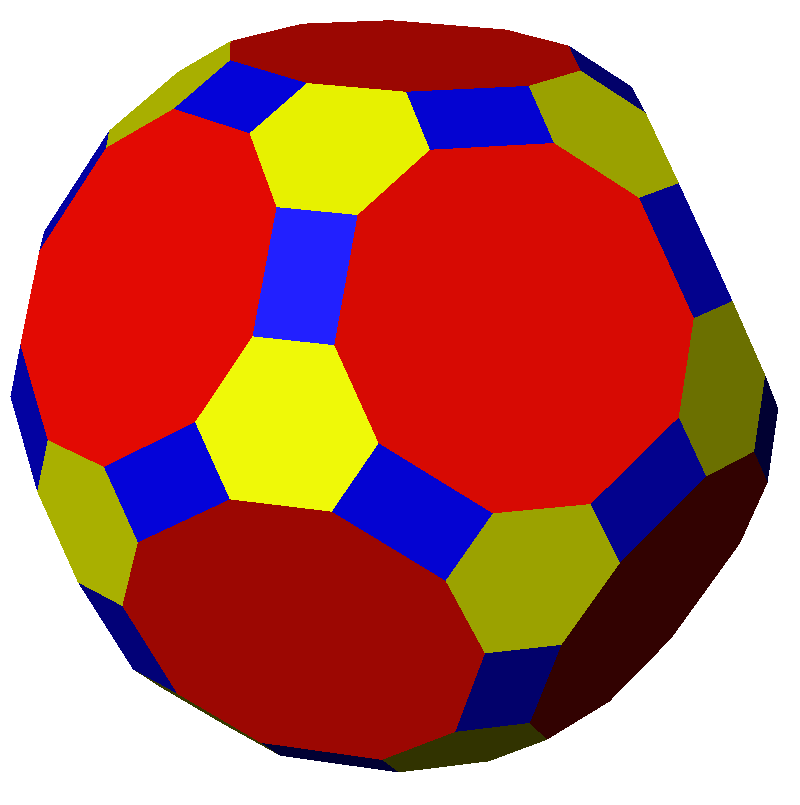
Споріднений многогранник, що не є напівправильним.

Назва «зрізаний ікосододекаедр», яку спочатку дав цьому многограннику Кеплер, здатна ввести в оману. Справа в тому, що в результаті операції зрізання, «зрізавши» з ікосододекаедра 30 чотирикутних пірамід, можна отримати лише дещо інший многогранник, чотирикутні грані якого — золоті прямокутники, а не квадрати. Отриманий многогранник напівправильним не є; втім, він ізоморфний справжньому ромбозрізаному ікосододекаедру і його можна перетворити на такий за допомогою невеликої деформації.

## У координатах
Ромбозрізаний ікосододекаедр можна розташувати в декартовій системі координат так, щоб координати його вершин були всілякими циклічними перестановками наборів чисел
- {\displaystyle (\pm (\Phi -1);\;\pm (\Phi -1);\;\pm (\Phi +3)),}
- {\displaystyle (\pm (2\Phi -2);\;\pm \Phi ;\;\pm (2\Phi +1)),}
- {\displaystyle (\pm (\Phi -1);\;\pm (\Phi +1);\;\pm (3\Phi -1)),}
- {\displaystyle (\pm (2\Phi -1);\;\pm 2;\;\pm (\Phi +2)),}
- {\displaystyle (\pm \Phi ;\;\pm 3;\;\pm 2\Phi ),}

де {\displaystyle \Phi ={\frac {1+{\sqrt {5}}}{2}}} — відношення золотого перетину.
Початок координат {\displaystyle (0;0;0)} буде при цьому центром симетрії многогранника, а також центром його описаної та напіввписаної сфер.

## Метричні характеристики
Якщо ромбозрізаний ікосододекаедр має ребро довжини {\displaystyle a}, його площа поверхні та об'єм виражаються як
{\displaystyle S=30\left(1+{\sqrt {3}}+{\sqrt {5+2{\sqrt {5}}}}\right)a^{2}\approx 174{,}2920303a^{2},}
{\displaystyle V=(95+50{\sqrt {5}})a^{3}\approx 206{,}8033989a^{3}.}
Радіус описаної сфери (що проходить через усі вершини многогранника) при цьому дорівнюватиме
{\displaystyle R={\frac {1}{2}}{\sqrt {31+12{\sqrt {5}}}}\;a\approx 3{,}8023945a;}
радіус напіввписаної сфери (що дотикається до всіх ребер у їх серединах) —
{\displaystyle \rho ={\sqrt {{\frac {15}{2}}+3{\sqrt {5}}}}\;a\approx 3{,}7693771a.}
Вписати в ромбозрізаний ікосододекаедр сферу так, щоб вона дотикалася до всіх граней, неможливо. Радіус найбільшої сфери, яку можна помістити всередині ромбозрізаного ікосододекаедра з ребом {\displaystyle a} (вона дотикатиметься лише до всіх десятикутних граней у їхніх центрах), дорівнює
{\displaystyle r_{10}={\frac {1}{2}}{\sqrt {25+10{\sqrt {5}}}}\;a\approx 3{,}4409548a.}
Відстані від центра многогранника до шестикутних і квадратних граней перевищують {\displaystyle r_{10}} і рівні відповідно
{\displaystyle r_{6}={\frac {1}{2}}{\sqrt {27+12{\sqrt {5}}}}\;a\approx 3{,}6685425a,}
{\displaystyle r_{4}={\frac {1}{2}}{\sqrt {29+12{\sqrt {5}}}}\;a\approx 3{,}7360680a.}

## Визначні властивості
Серед усіх платонових тіл, архімедових тіл і тіл Джонсона із заданою довжиною ребра ромбозрізаний ікосододекаедр має найбільший об'єм, найбільшу площу поверхні та найбільший діаметр.
Серед усіх платонових тіл, архімедових тіл і тіл Джонсона ромбозрізаний ікосододекаедр має найбільшу кількість вершин і найбільшу кількість ребер (але не найбільшу кількість граней — тут перше місце займає кирпатий додекаедр).

## Пов'язані многогранники
| Симетрія: [5,3], (*532)               | Симетрія: [5,3], (*532) | Симетрія: [5,3], (*532) | Симетрія: [5,3], (*532) | Симетрія: [5,3], (*532) | Симетрія: [5,3], (*532) | Симетрія: [5,3], (*532) | [5,3]+, (532) |
| ------------------------------------- | ----------------------- | ----------------------- | ----------------------- | ----------------------- | ----------------------- | ----------------------- | ------------- |
|                                       |                         |                         |                         |                         |                         |                         |               |
|                                       |                         |                         |                         |                         |                         |                         |               |
| {5,3}                                 | t{5,3}                  | r{5,3}                  | t{3,5}                  | {3,5}                   | rr{5,3}                 | tr{5,3}                 | sr{5,3}       |
| Двоїсті до однорідних багатогранників |                         |                         |                         |                         |                         |                         |               |
|                                       |                         |                         |                         |                         |                         |                         |               |
| V5.5.5                                | V3.10.10                | V3.5.3.5                | V5.6.6                  | V3.3.3.3.3              | V3.4.5.4                | V4.6.10                 | V3.3.3.3.5    |